# Wilhelmina Bonde
Wilhelmina "Mina" Sofia Charlotta Bonde, nata Lewenhaupt (10 luglio 1817 – 10 luglio 1899), è stata una nobildonna svedese.

## Biografia
Era la figlia del conte Klaes Lewenhaupt, e di sua moglie, Wilhelmina Kristina Beck-Friis.
Sposò il barone Carl Jedvard Bonde nel 1846. Wilhelmina è stata descritta come un realista leale con modo elegante e imponente, ed ebbe un ruolo di primo piano all'interno della vita dell'alta società svedese.

## Dama d'onore
Fece il suo debutto a corte come dama d'onore della regina Giuseppina (1844-1846).
Nel 1860, venne nominata överhovmästarinna (Mistress of the Robes) della regina Luisa, succedendo alla contessa Stefanie Hamilton. Questa posizione l'ha resa il capo di tutti i cortigiani femminile nella corte della regina con il grado di eccellenza e gli diede lo status superiore con la responsabilità di tutte le dame di compagnia della regina della corte. Ebbe un buon rapporto con la regina Luisa, che contava su di lei per rettificare quelle dame di compagnia che suscitavano in lei gelosia attirando l'attenzione del re.
Esercitò una rigida disciplina a corte, era un'esperta di galateo e rimproverava non solo i cortigiani, ma anche i membri della casa reale in materia di etichetta. Lasciò la sua posizione a corte su sua richiesta nel 1869. La sua partenza era rammaricata dalla frazione conservatrice a corte: tre anni dopo la sua partenza, nel 1872, le donne che non erano membri della nobiltà, per la prima volta, ebbero il permesso di essere presentate a corte, e dopo l'ascesa al trono di Oscar II, nel 1873, la corte reale si ridusse. Durante il 1890, tuttavia, il Grefvinnan Bondes anteckningsbok ("Il manuale della contessa Bonde") era ancora utilizzato come una enciclopedia in materia di etichetta alla corte reale svedese.

## Morte
Era un'amica della principessa Luisa di Svezia, che spesso la visita durante le sue visite in Svezia dopo il suo matrimonio. Nel 1895 rimase vedova. Morì nel 1899.